# Crna Reka
A Crna Reka (macedón nyelven: Црна Река, Crna Reka) folyó a Vardar egyik jobb oldali mellékfolyója Észak-Macedóniában. A folyó az ország déli és nyugati részén folyik keresztül. Forrása a Kruševo melletti hegyekben van, majd ezután Szopotnica település közelében, majd Bitola városán. Brodnál északkeletnek veszi az irányt és beletorkollik a Vardarba Rosoman és Gradsko között. 
A folyó neve fekete folyó, amelynek trák neve Erigón (Εριγών), ami szintén feketét jelent, és hasonlít a görög érebos, azaz sötétség szóra, az örmény erek, azaz este szóra, az ónorvég røkkr, sötétség szóra és még több nyelv hasonló hangzású szavaira.

## Fordítás
Ez a szócikk részben vagy egészben  a   Crna (river) című angol Wikipédia-szócikk ezen változatának fordításán alapul.  Az eredeti cikk szerkesztőit annak laptörténete sorolja fel. Ez a jelzés csupán a megfogalmazás eredetét és a szerzői jogokat jelzi, nem szolgál a cikkben szereplő információk forrásmegjelöléseként.